# Бжег-Дольны (гмина)
Бжег-Дольны (пол. Gmina Brzeg Dolny) — городско-сельская гмина (волость) в Польше, входит как административная единица в Волувский повет, Нижнесилезское воеводство. Население — 16 307 человек (на 2004 год).

## Демография
| Перепись                       | Всего   | Всего | Женщины | Женщины | Мужчины | Мужчины |
| ------------------------------ | ------- | ----- | ------- | ------- | ------- | ------- |
| Единицы                        | человек | %     | человек | %       | человек | %       |
| Население                      | 16 307  | 100   | 8391    | 51,5    | 7916    | 48,5    |
| Плотность населения (чел./км²) | 172,7   | 172,7 | 88,9    | 88,9    | 83,9    | 83,9    |

## Сельские округа
1. Буковице
2. Годзенцин
3. Гродзанув
4. Йодловице
5. Наборув
6. Погалево-Мале
7. Погалево-Вельке
8. Пышонца
9. Радеч
10. Стары-Двур
11. Валы
12. Жеркув
13. Жеркувек

## Соседние гмины
1. Гмина Менкиня
2. Гмина Оборники-Слёнске
3. Гмина Сьрода-Слёнска
4. Гмина Волув